# 三毛猫ホームズの歌劇場
『三毛猫ホームズの歌劇場』（みけねこホームズのオペラハウス）は、日本の小説家赤川次郎によって1986年に発表された三毛猫ホームズシリーズの長編推理小説である。

## あらすじ
ヨーロッパに観光旅行に来ていた片山義太郎、晴美、石津、ホームズの一行。彼らはドイツからオーストリアのウィーンにやってきたが、そこでまたも事件に巻き込まれる。ピアノコンクールに覆面をして出場し、一等をとった女の子が、演奏旅行を前に行方をくらましたというのだ。そして、片山たちがオペラを見ているときに、会場内で殺人がおこる。

## 主な登場人物
- 片山義太郎 - 警視庁捜査一課のダメ刑事
- 片山晴美 - 義太郎の妹
- 石津刑事 - 晴美に恋をする猫嫌いの刑事
- ホームズ - 三毛猫
- 桜井マリ - 「三毛猫ホームズの狂死曲」にも登場した女性

## 書誌情報
- 『三毛猫ホームズの歌劇場』（光文社カッパノベルス、1986年10月25日） ISBN 4-334-02670-2
- 『三毛猫ホームズの歌劇場』（光文社光文社文庫、1989年12月20日） ISBN 4-334-71056-5
- 『三毛猫ホームズの歌劇場』（角川書店角川文庫、1990年11月25日） ISBN 4-04-149793-0